# The Ozzman Cometh
The Ozzman Cometh é um álbum de Ozzy Osbourne lançado em 11 de novembro de 1997.

## Faixas
Disco um
1. "Black Sabbath" - 9:25 (versão demo)
2. "War Pigs" - 8:15 (versão demo)
3. "Goodbye to Romance" - 5:35
4. "Crazy Train" - 4:51
5. "Mr. Crowley" - 4:56
6. "Over the Mountain" - 4:32
7. "Paranoid" - 2:53 (ao vivo)
8. "Bark at the Moon" - 4:16
9. "Shot in the Dark" - 4:16 (ausente no relançamento de 2002, substituído por "Miracle Man")
10. "Crazy Babies" - 4:14
11. "No More Tears" - 5:54 (editada)
12. "Mama, I'm Coming Home" - 4:11
13. "I Don't Want to Change the World" - 4:00 (ao vivo)
14. "I Just Want You" - 4:57
15. "Back On Earth" - 5:00

Disco dois (Bônus)
1. "Fairies Wear Boots" - 6:53 (versão demo)
2. "Behind the Wall of Sleep" - 5:09 (versão demo)
3. "Walk On Water" - 4:19 (Somente para a edição japonesa)
4. "Pictures of Matchstick Men" - 6:05 (Somente para a edição japonesa)
5. "Entrevista com Ozzy em 1988" - 17:45

## Créditos
- Ozzy Osbourne - vocal
- Tony Iommi - guitarra
- Jake E. Lee - guitarra
- Randy Rhoads - guitarra
- Zakk Wylde - guitarra
- Geezer Butler - baixo
- Bob Daisley - baixo
- Mike Inez - baixo
- Rudy Sarzo - baixo
- Bill Susan - baixo
- Michael Beinhorn - teclado
- Kevin Jones - teclado
- Jon Sinclair - teclado
- Rick Wakeman - teclado
- Tommy Aldridge - bateria
- Randy Castillo - bateria
- Lee Kerslake - bateria
- Bill Ward - bateria

## Paradas Musicais
Álbum - Billboard (America)
| Ano  | Parada Musical    | Posição |
| ---- | ----------------- | ------- |
| 1997 | The Billboard 200 | 13      |

Singles - Billboard (America)
| Ano  | Single          | Parada Musical         | Posição |
| ---- | --------------- | ---------------------- | ------- |
| 1997 | "Back on Earth" | Mainstream Rock Tracks | 3       |